# Les Bobos (série télévisée)
Pour les articles homonymes, voir Les Bobos.
Les Bobos est une série télévisée québécoise en quarante épisodes de 25 minutes créée par Marc Labrèche et Marc Brunet, et diffusée entre le 14 septembre 2012 et le 13 décembre 2013 sur Télé-Québec.

## Synopsis
Les Maxou, composés de Sandrine (Anne Dorval) et Étienne (Marc Labrèche), est un couple quelque peu arrogant du Plateau Mont-Royal, à l'aise financièrement en compagnie de leurs connaissances et amis. Sans jamais sacrifier confort, élégance et bonne conscience sociale, Étienne et Sandrine font toujours front commun afin de rester à l’affût de ce qui est branché.

## Distribution

### Acteurs principaux
- Marc Labrèche : Étienne Maxou
- Anne Dorval : Sandrine Maxou

### Amis des Maxou
- Pierre Brassard : Georges Clément, mari de Nancy
- Jennie-Anne Walker : Nancy, femme de Georges
- Marc Béland : Mathias, mari de Ninon
- Pascale Bussières : Ninon, femme de Mathias
- Emmanuel Bilodeau : Boris, mari d'Angine
- Édith Cochrane : Angine, femme de Boris
- Élise Guilbault : Amandine Rochon
- Anne-Élisabeth Bossé : Claudie

### Entourage des Maxou
- Léane Labrèche-Dor : Juliette Maxou, fille d'Étienne et belle-fille de Sandrine
- Daniel Thomas : Jonathan Michaud, spécialiste en sports branchés
- Patrice Coquereau : Richard Gledhill, spécialiste en activités branchées
- Anne-Marie Cadieux : Dr Gorzinsky, psychologue
- Jocelyn Lebeau : lui-même (serveur au restaurant)
- Renaud Lacelle-Bourdon : lui-même (serveur au restaurant)

### Invités
- Macha Grenon, elle-même, actrice dans Morte Campagne, 5 épisodes
- Fabien Cloutier, lui-même, acteur dans Morte Campagne, 5 épisodes
- Xavier Dolan, 2 épisodes
- Denys Arcand, 1 épisode
- James Hyndman, 1 épisode
- Luc Picard, 1 épisode
- Christiane Charette, 1 épisode
- Normand Brathwaite, 1 épisode
- Pierre Lapointe, 1 épisode
- Herby Moreau, 1 épisode
- Louis-José Houde, 1 épisode
- Sébastien Benoit, 1 épisode
- Éric Salvail, 1 épisode
- Josée Di Stasio, 1 épisode
- Jean L'Italien, 1 épisode
- Isabel Richer, 1 épisode
- Marc Hervieux, 1 épisode
- Mahée Paiement, 1 épisode

## Fiche technique
- Auteur-coordonnateur : Marc Brunet
- Textes : Rafaële Germain
- Réalisateur : Marc Labrèche
- Directrice de production : Hélène Boulet
- Productrice déléguée : Sophie Morasse
- Société de production : Zone 3

## Épisodes
La première saison est composée de 24 épisodes quant à la deuxième, il y a douze épisodes. Chaque saison compte aussi deux épisodes des meilleurs moments de la saison. Les épisodes n'ont pas de titres, et sont juste numérotés sous la forme « Épisode [numéro de l'épisode depuis le début de la série] ».
Le 18 mars 2013, la série est renouvelée pour une seconde saison, une adaptation française est également annoncée le même jour. La série n'aura cependant pas droit à une troisième saison à cause des emplois du temps très chargés d'Anne Dorval (avec la série Les Parent) et de Marc Labrèche (avec sa pièce de théâtre Les aiguilles et l’opium), et se terminera par deux épisodes best-of des meilleurs moments de la série.

## Commentaires
- Bobos signifie Bourgeois-bohème.
- Lors de sa première saison, la série réunie en moyenne 195 000 téléspectateurs, un « immense succès » selon la chaîne qui diffuse la série, Télé-Québec[4]. Le premier épisode de la série a réuni 444 000 téléspectateurs, des chiffres anormalement élevés pour la chaîne[5].
- La série a des points en commun avec Le cœur a ses raisons, autre série de la même société de production Zone 3. En effet, elles sont toutes deux créées par Marc Brunet, avec Marc Labrèche et Anne Dorval, ainsi que d'autres acteurs qui avaient déjà participé à la première série.
- La série a remporté le prix Gémeaux de la meilleure série humoristique, l'Olivier de la meilleure comédie à la télévision et l’ADISQ de l'émission de télévision de l’année catégorie « Humour ».